# Thierry Chabert
Pour les articles homonymes, voir Chabert.
Thierry Chabert est un réalisateur, scénariste et acteur français.

## Filmographie

### Réalisateur
- 1990 : Imogène et la Baleine blanche
- 1992 : Imogène dégaine
- 1992 : Imogène inaugure les chrysanthèmes
- 1992 : La Femme à l’ombre
- 1994 : Le Dernier Tour
- 1995 : L’Annamite
- 1997 : Sud lointain
- 1998 : Petite Menteuse
- 1999 : Mort d’un conquérant
- 2000 : La Bascule à deux
- 2002 : Y a pas d’âge pour s’aimer
- 2003 : Robinson Crusoé
- 2005 : Des jours et des nuits
- 2007 : Le Temps des secrets
- 2007 : Le temps des amours

### Assistant réalisateur
- 1970 : Le Gendarme en balade de Jean Girault
- 1971 : Un peu de soleil dans l'eau froide de Jacques Deray
- 1972 : L'Attentat de Yves Boisset
- 1972 : Le Tueur de Denys de La Patellière
- 1974 : Le Hasard et la Violence de Philippe Labro
- 1975 : French Connection 2 de John Frankenheimer
- 1975 : Je t'aime, moi non plus de Serge Gainsbourg
- 1975 : Flic Story de Jacques Deray
- 1976 : Le Gang de Jacques Deray
- 1977 : Violette et François de Jacques Rouffio
- 1977 : Vous n'aurez pas l'Alsace et la Lorraine de Coluche
- 1978 : Un papillon sur l'épaule de Jacques Deray
- 1979 : Tess de Roman Polanski
- 1980 : Je vous aime de Claude Berri
- 1982 : Tout feu, tout flamme de Jean-Paul Rappeneau
- 1982 : Mortelle Randonnée de Claude Miller
- 1984 : Pirates de Roman Polanski

- 1990 : Cyrano de Bergerac de Jean-Paul Rappeneau

### Acteur
- 1969 : La Piscine de Jacques Deray